# Кунг-фу Панда: Шапе судбине
Кунг-фу Панда: Шапе судбине (енгл. Kung Fu Panda: The Paws of Destiny) америчка је анимирана веб серија чији је продуцент Дримворкс анимејшон, која је изашла 16. новембра 2018. године на Амазон прајму. Представља другу телевизијску серију у Кунг-фу Панда франшизи, након Кунг-фу Панда: Легенде о феноментастичном. Развијач Мич Ботсон је потврдио да ће Мик Вингерт репризирати своју улогу из Легенда о Феноментастичном као По.

## Радња
Постављена након догађаја Кунг-фу Панда 3, серија прати панду Поа на свежој авантури која садржи четворо деце панде (Ну Хаи, Јинг, Бао и Фан Тонг) који се догађају на мистичној пећини испод села Панда. Деца панде случајно апсорбују чи древне и моћне Кунг Фу ратнике познате као Четири сазвежђа: Плави Змај, Црна корњача, Бели тигар и Црвени Феникс - а свако од њих представља срж слабости свог корисника. Схватају да им је сада суђено да спасу свет од зле силе, слетећи са Поом са својим највећим изазовом до сада - подучавајући ову групу деце како да управљају својим новим моћима Кунг Фу-а.